# 严望
严望（?—?），九江郡（治今安徽省寿县）人，中国西汉政治人物。
严望向朱云学习“孟氏《易经》”。朱云向博士白子友学《易经》，向前将軍蕭望之学《論語》。严望和他哥哥的儿子严元都是朱云的学生，严元，字仲。严望、严元叔侄二人传播朱云的学问，都担任博士。后来严望官至泰山郡（治所奉高县，在今山东省泰安市东）太守。